# Musée berbère de Tamezret
Le musée berbère de Tamezret est un musée situé à Tamezret en Tunisie.

## Bâtiment
Le musée se trouve dans une maison traditionnelle semi-troglodytique.

## Collections
Le musée expose divers objets de l'artisanat local, à travers notamment la poterie ou la broderie.

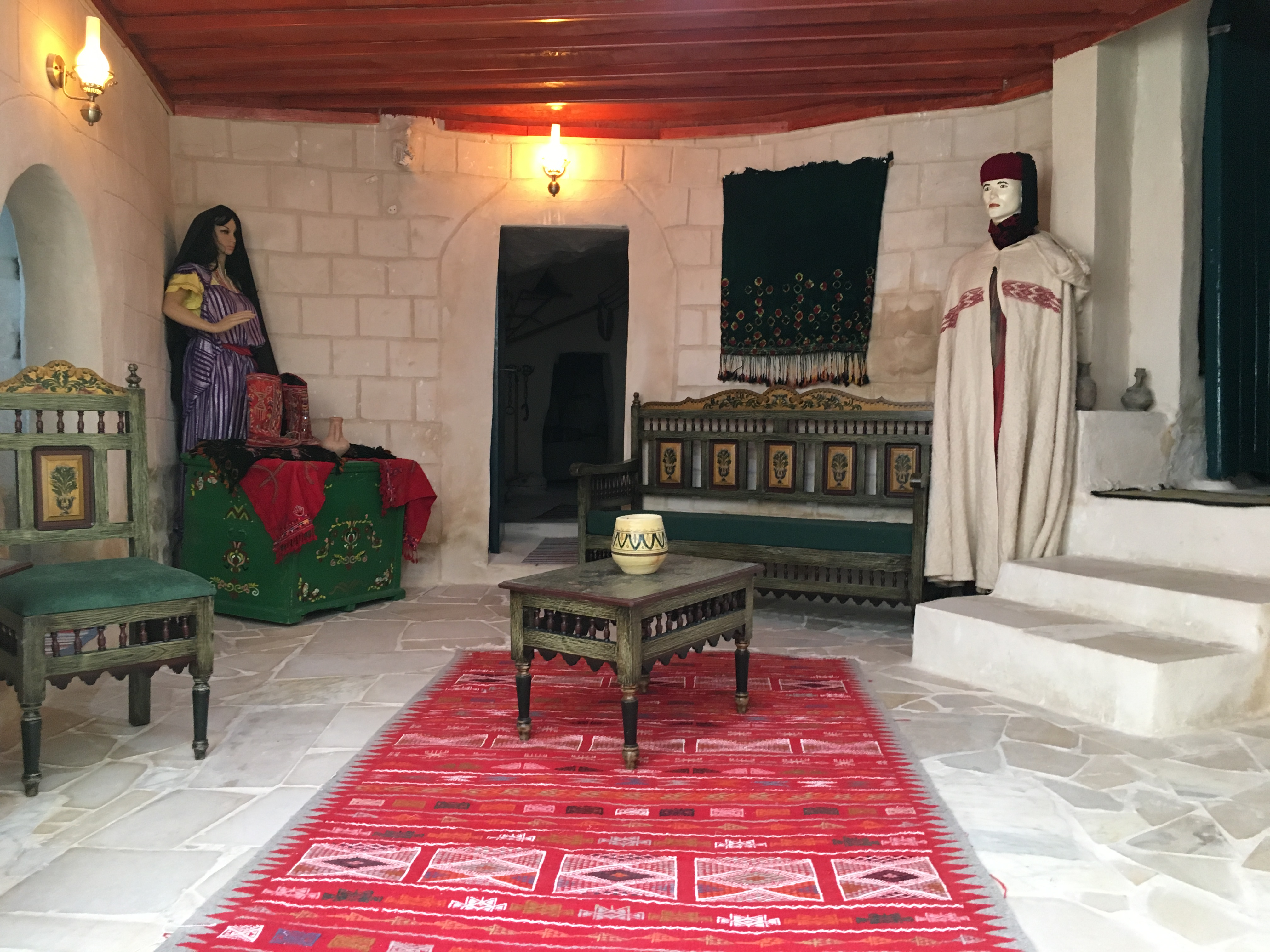
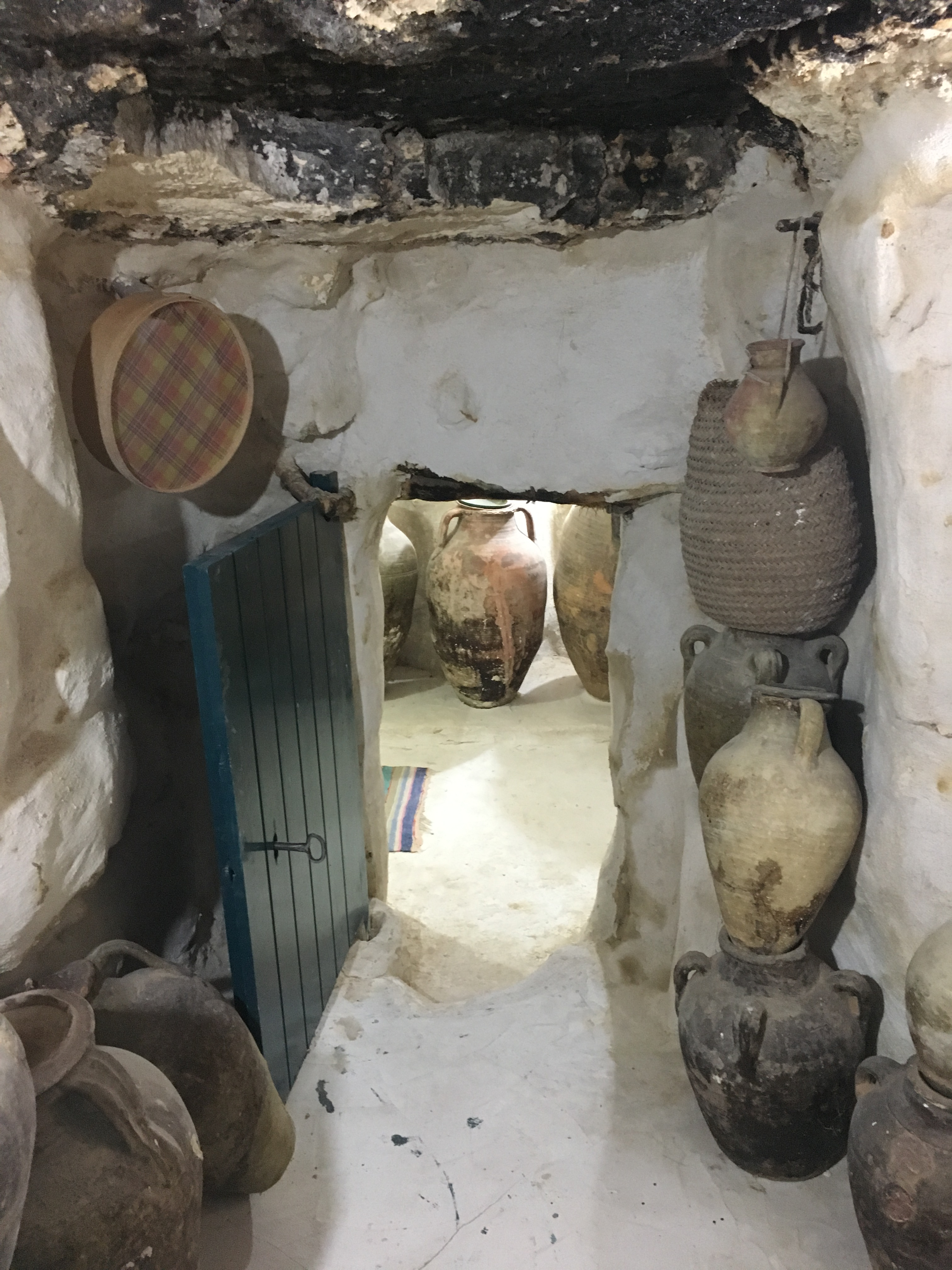
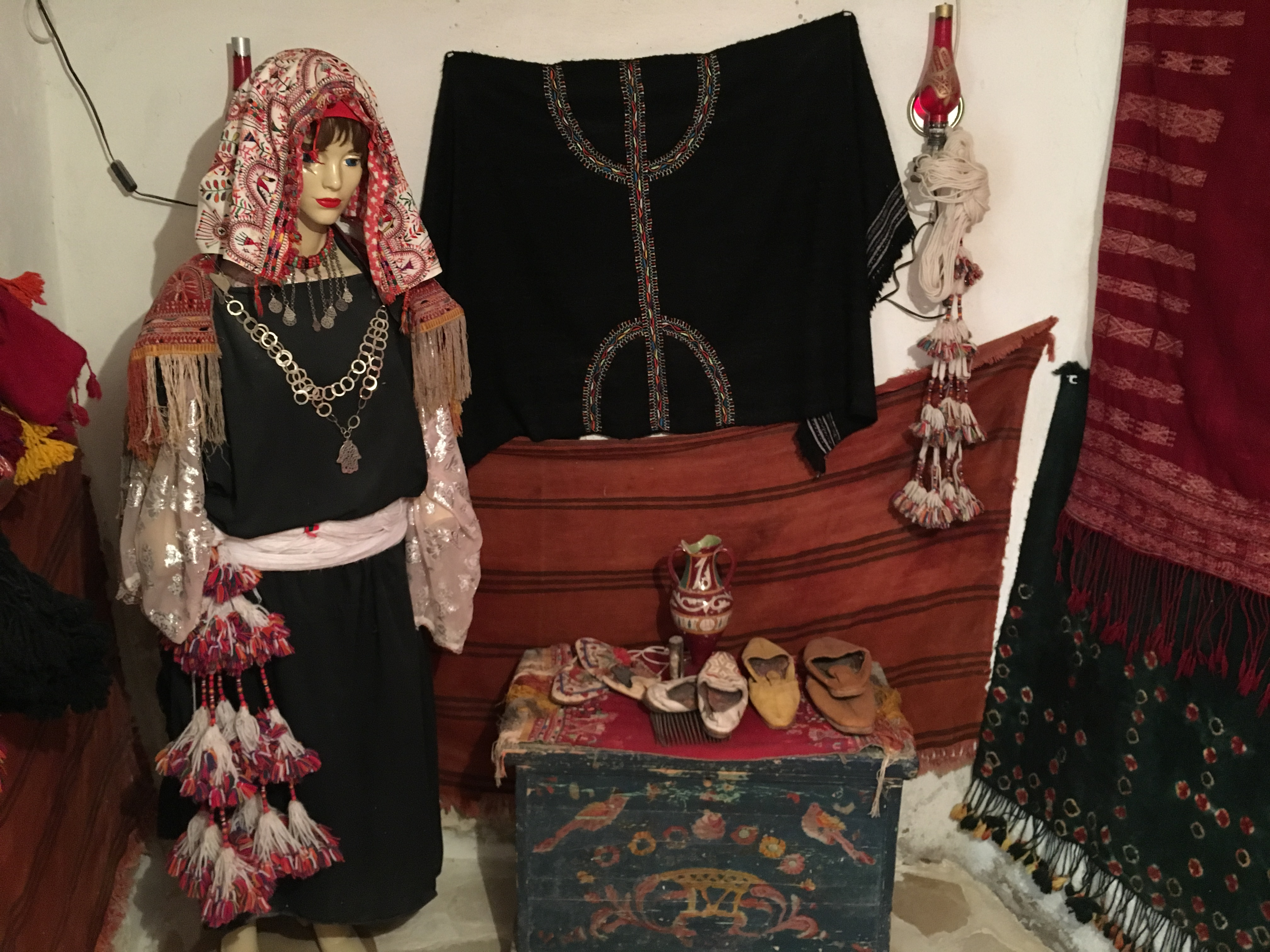
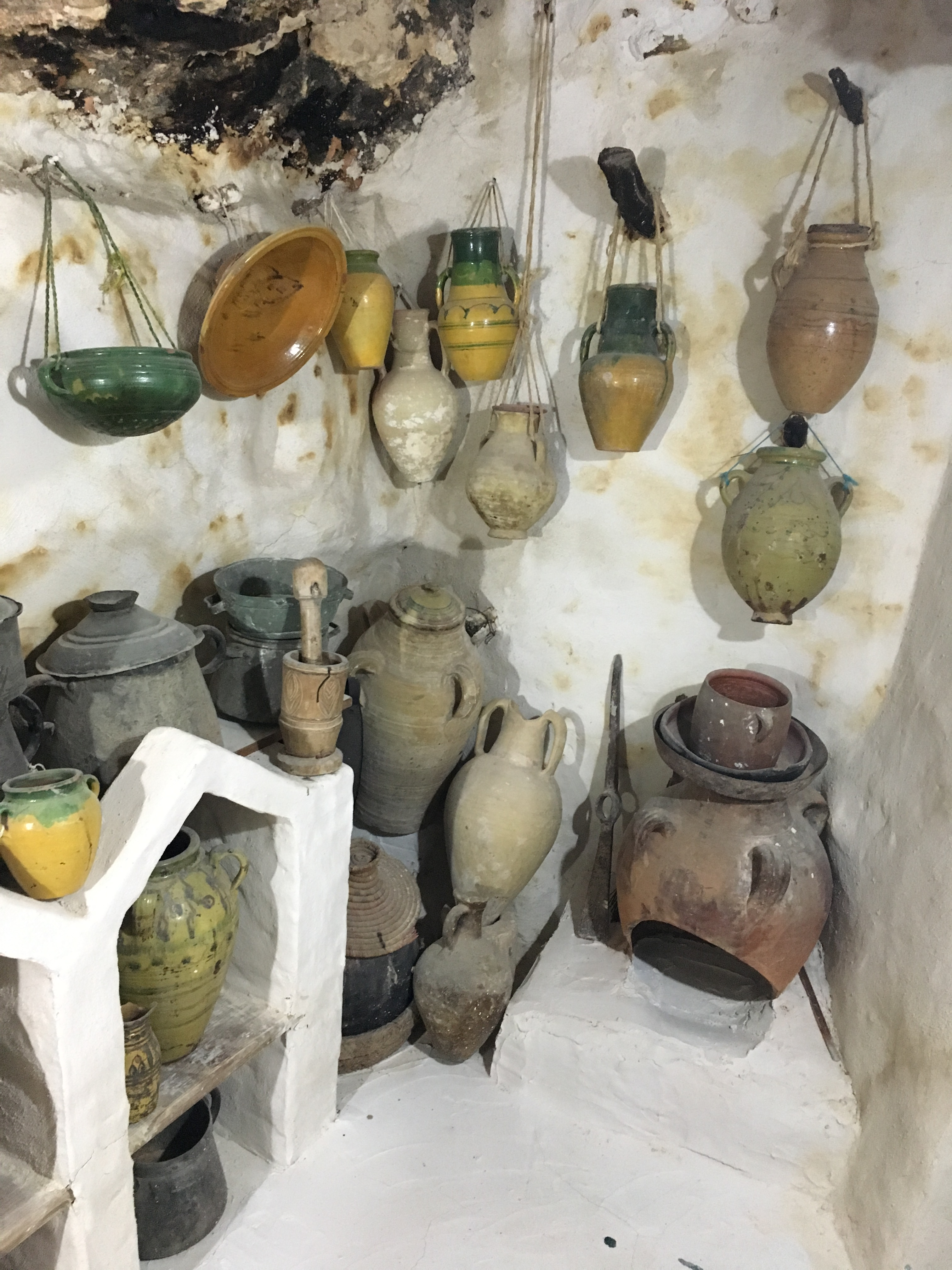